# 汪泰
汪泰（16世紀—17世紀），字大來，江西南昌府進賢縣人，明朝政治人物。

## 生平
汪泰是天啟七年（1627年）鄉試舉人，授碭山知縣，崇禎年簡地方盜賊橫行，民不聊生，漕糧無法收齊，縣官都因漕運而獲罪，汪泰就賣去自己在安東的田產及房屋，代民賠完賦稅而得免罪，士民很是感激他，不久他在任內去世，安慶巡撫史可法憐憫其功勞，地方特為他籌措路費保護其棺材回鄉。

## 引用
1. 1 2  康熙《進賢縣志·卷十五·人物志二》：汪泰，字大來，丁卯舉人，碭山令，崇禎之季境內諸盜充斥，民不聊生，漕粮無從措納，縣令俱以通漕得罪，泰獨將安東田產及屋賣價，代民賠完，因得免罪，士民德之，尋卒于官，史撫臺憫其有功，地方特為措費護其喪以歸。
2. ↑  康熙《進賢縣志·卷十一·選舉志一》：鄉舉……天啟七年丁卯科孔大德榜 樊準 字大來，碭山知縣